# Ар нуво
Ар нуво (на френски: art nouveau, „ново изкуство“) или модѐрн (от фр. moderne – съвременен) е стил в архитектурата, изящните и приложни изкуства, който е най-разпространен през последното десетилетие на XIX и началото на XX век (до началото на Първата световна война).
Ар нуво достига своя връх през 90-те години на XIX век (особено периода 1890 – 1905 г). Като реакция на академичното изкуство на XIX век стилът се отличава с изобразяване на плоски декоративни форми, преплетени форми на камшиковидната крива, асиметрия, изтъкване на ръчно изработените предмети като опозиция на фабричното производство, широка употреба на нови и често скъпи материали, внимание към детайла и изработката, отхвърляне на предишните стилове в изкуството. Особено характерни за ар нуво са всевъзможните вълнообразни форми – ластари, пламъци, вълни, буйни, развяващи се стилизирани женски коси. Имайки като своя основа стила модерн и японизма, той също покровителства украшателството преди всичко в архитектурно отношение. Засилено е присъствието на пълзящите флорални мотиви. Балконите и еркерите се подкрепят не само от атланти (наместо класическите конзоли), но и от клони на дървета, изработени от камък, цимент или гипс. Растителни и животински мотиви украсяват сводовете и рамките на прозорци и врати, подобно на един доста по-ранен пример – Мануелинската архитектура. Много архитекти, като например Антони Гауди, утвърждават този стил на пренаситената украса в архитектурния пластичен декор.
Ар нуво обхваща всички форми на изкуството и дизайна: архитектура, мебелиерство, художествено стъкло, графичен дизайн, бижутерия, живопис, керамика, металопластика и художествен текстил. Така той създава ярък контраст между себе си и дотогавашните разбирания за разделение на изкуствата на изящни и приложни.

## Наименование
Терминът ар нуво идва от името на парижка художествена галерия, наречена Maison de l'Art Nouveau (Дом на Новото изкуство), ръководена от френския търговец Зигфрид Бинг. В нея Бинг излага не само картини и скулптури, но така също и керамика, мебели, произведения от метал и японско изкуство. Помещенията на галерията са с индивидуален външен вид, дело на художници и архитекти, представители на стила. Във Франция става известен още като „стил Гимар“ по името на архитекта Ектор Гимар.
В другите страни наименованието е различно:
- в Италия – стиле флореале (Stile Floreale) или стил Либерти (Style Liberty);
- в Австрия – Виенски Сецесион (Secessionsstil);
- в Германия – „Югендщил“ (Jugendstil, „стил на младите“);
- в Испания – Каталански модернизъм (Modernismo catalàn);
- в Англия – New Art или Модерн стайл (Modern Style);
- в САЩ – Tiffany Style;
- в Чехия – Secese;
- в Русия – „Щил Модерн“,
- в България – „Модерн“.

## Произход и характерни черти
През 1860 – 1870 г. в Европа господства стилът на Еклектиката, който се изразява в комбиниране и вплитане на предходни художествени стилове.
През 1880-те г. в произведенията на много творци започва да се забелязва новият стил, който се противопоставя на еклектизма със свои художествени прийоми. Съществено влияние на този стил оказва изкуството на Япония, станало по-достъпно на Запад; като художниците на ар нуво черпят също вдъхновение и от изкуството на Древния Египет и от други древни цивилизации.
Произходът на ар нуво може да се открие в съпротивата на Уилям Морис срещу хаотичните композиции и псевдоготическите тенденции на Викторианската епоха и неговия теоретичен подход, който е в основата на инициираното от него движение Изкуства и занаяти. Той създава предмети на интериора, с растителни орнаменти.
Артур Макмърдо (1851 – 1942) използва елегантни, вълнисти модели в печатната графика. Неговата корица за книгата „Градските църкви в Рен“ (1883), с нейните ритмични флорални шарки често се смята за първата реализация на ар нуво.
Приблизително по същото време плоската перспектива и силните цветове на японските гравюри, особено тези на Кацушика Хокусай имат силно влияние върху формулирането на формалния език на ар нуво. Вълната от японизъм (символизирана с шедьовъра на Хокусай „Голямата вълна на Канагава“), която преминава през Европа през 1880-те и 1890-те г., оказва влияние върху много художници със своите органични форми, обръщане към природата и изчистен дизайн, които контрастират силно с наложения тогава вкус. Освен че е възприет от художници като Емил Гале и Джеймс Уистлър, вдъхновените от Япония изкуство и дизайн са забелязани и от бизнесмени като Зигфрид Бинг и Артър Лазънби Либърти в техните магазини в Париж и Лондон.
Към края на първото десетилетие на XX век ар нуво е разпространен из цяла Европа. Макар с настъпването на новия век ар нуво да преживява своя упадък и залез и да излиза от мода, на него се гледа като на изключително съществен мост между историзма на неокласицизма и модернизма.
Ар нуво е смятан за „тотален“ стил, което ще рече, че той обгръща цялата йерархия в дизайна, архитектурата, интериорния дизайн, декоративните изкуства като бижутерия, мебели, текстил, сребърните и други домашни прибори, дори осветлението, както и много от визуалните изкуства.
Това е движение, което е много широко в обхвата си. За много европейци то обхваща един цял начин на живот. Възможно е да се живее в къща, вдъхновена от ар нуво, с ар нуво мебели, прибори, съдове, пепелници и т.н. Движението ар нуво си поставя за цел да направи изкуството част от всекидневния живот, както и да прекъсне всички връзки с класическите времена и да разруши бариерите между изящните и приложните изкуства. В основите му лежи един специфичен начин на мислене относно модерното общество и новите методи на производство, с опит да се предефинира значението и естеството на работата в изкуството, така че изкуството да не пренебрегва който и да било ежедневен обект, без значение на неговото приложение. Оттук и името Art Nouveau – „Ново изкуство“.

## Архитектура

### Великобритания
Във Великобритания ар нуво се развива на основата на по-рано създадения художествен стил „Изкуства и занаяти“. Основаното от Уилям Морис движение пропагандира ръчното майсторство в занаятите. Предпочитанието на Морис към ръчно изработените предмети е реакция срещу нискокачествените фабрични продукти, заливащи английските магазини след разрастването на индустриалната революция. Движението пропагандира още така наречената „дизайнерска среда“, в която всяко нещо, от плаката до сребърния прибор, трябва да бъде направено според един уеднаквен дизайн. Британските ар нуво дизайнери от 90-те години на XIX век споделят възгледите на Морис. Към тях те прибавят нови форми и материали, поставяйки естетическите основи на стила ар нуво.
- Сред най-ранните примери за ар нуво в Англия е стол от 1882 г., дело на архитекта Артър Макмърдо, чийто дизайн има кривите линии, характерни за стила. Подобни на него са и фабричните дизайни на Артър Лазънби Либърти, който през 1875 г. отваря магазин, наречен „Либърти & Ко.“ В тях също личи интересът към органичните форми и криволинейните, декоративни шарки. Стилът получава името Liberty Style.
- През 1888 г. британският дизайнер Чарлз Ашби отваря работилница и училище за занаятчии в Лондон. Дизайнът на мебелите и произведенията от метал на Ашби отразяват един по-праволинеен вариант на ар нуво.
- В областта на графичните изкуства английският илюстратор Обри Биърдсли е сред основните имена, свързвани с ар нуво.[2] Стилът му се отличава с употребата на преплетени линии и характерни двойни криви (познати като камшиковидни). Като най-известна творба на Биърдсли са посочвани илюстрациите му към пиесата на Оскар Уайлд „Саломе“.[3]
- В Глазгоу шотландският архитект Чарлз Рени Макинтош също налага една по-праволинейна версия на стила,[1] която той прилага в няколко сгради и тяхната мебелировка. За училището по изкуства в Глазгоу, завършено на два етапа (източното крило 1897 – 1899, западното 1906 – 1909), той използва съвременни материали в елегантен, ъгловат стил. Простите форми на тухления и каменен екстериор ясно отразяват разделението на пространството вътре в сградата, докато огромните прозорци осигуряват силна връзка на интериорното пространство с външния свят. Мулионите на прозорците, вратите и оградата се възползват от метала в елегантен линеарен или геометричен маниер. Привидно простият дизайн налага силен контраст с дотогавашните претрупани стилове, характерни за времето.

- Творби на Макинтош
- Мотив
- Имението „Хил Хаус“, Хелънсбърг
- Сградата на вестник Herald в Глазгоу
- Задната фасада на Училището по изкуства в Глазгоу
- „Фортът“, 1925 – 1926

### Белгия
В Белгия, често считана за епицентъра на ар нуво, през 80-те години на XIX век съществува силна реакция срещу имитирането на историческите стилове и интензивно търсене на нови и различни форми. Както и във Франция, архитектурата и приложните изкуства са силно повлияни от неостиловете – готика, ренесанс, барок и рококо. В началото на 90-те години от неорококото се ражда ар нуво. Белгийското ар нуво, със своята пластика и триизмерно третиране на формите, оставя много по-тежко впечатление от това във Франция, а орнаментът е по-абстрактен.
Архитектурата в стил ар нуво в Брюксел процъфтява в работите на белгийските дизайнери Виктор Орта и Анри ван де Велде. Както Макинтош в Глазгоу, така и тези дизайнери се стремят да създадат един нов стил. Те си служат със стандартните технологии за обработване на желязо и чугун, но ги прилагат в създаването на едни видимо нови форми. В хотел „Тасел“ в Брюксел (1892 – 1893 г.), намиращ се на един типичен за града тесен и дълбок парцел, Орта не само разкрива структурните колони, които поддържат втория етаж, но и трансформира чугунените им форми в растениевидно стъбло, завършващо с корона от преплетени ластари, преливащи се в останалите структурни елементи от тавана на горния етаж.
- Виктор Орта, музей „Орта“, Белгия, Брюксел
- Виктор Орта, Белгия, Брюксел
- Виктор Орта, къща „Тасел“, 1893 г.
- Анри ван де Велде

### Франция
Във Франция ар нуво задържа популярността си най-дълго. Тъй като стилът рококо възниква в тази страна през XVIII век и логично бележи завръщането си през XIX век, то неговото влияние върху ар нуво е неизбежно и значително.
След успеха на Парижкото изложение Exposition Universelle от 1900 г., в което стилът ар нуво е широко застъпен, Париж става столица на ар нуво. Започват да се изпълняват цялостни архитектурни проекти, като жилищната сграда „Лавирот“ (Lavirotte) в 7-и район на Париж, проектирана от архитекта Жул Еме Лавирот между 1899 и 1901 г. Нейната фасада е богато украсена със скулптурни фигури и керамични плочки от Александър Биго. Примера му следват и офис сгради и универсални магазини, украсени с керамика, с вътрешни дворове, покрити със стъклени куполи. Стилът става особено популярен в ресторанти и кафенета, сред които „Максим“ и „Синият влак“.
- Сграда „Лавирот“ от Жул Еме Лавирот, Париж (1901)
- Ресторант „Синият влак“ на Лионската гара в Париж (1900)
- Стъкленият купол на „Сосиете Женерал“ от Жак Херман (1905 – 1911)
- Стъклен купол на универсален магазин „Галери Лафайет“ (1912)
- Вила „Мажорел“ в Нанси от Анри Соваж (1901 – 1902)

Дизайнерът Ектор Гимар проектира входовете към метростанциите в Париж (1898 – 1901), използвайки прости метални и стъклени форми, декорирани с криволинейни металопластики. Те са особено забележителни примери за вълнообразните, натуралистични форми на ар нуво. През 1898 г. Гимар построява жилищна сграда, наречена „Замък Беранже“, намираща се в Париж, която го прави известен.
Бележитият Алфонс Муха е може би този, който най-много допринася за развитието на плакатния дизайн на стила ар нуво. Роден в днешна Чехия, той работи в Париж като график и интериорен дизайнер. Неговите плакати въплъщават графичния дизайн на ар нуво със своите сложни стилизирани естествени форми, плавни криви линии и богат колорит.

### Германия
Ар нуво успява да се наложи доста добре в редица немскоговорещи градове, от които най-забележителни са Мюнхен, Дармщат и Ваймар в Германия и Виена в Австрия. Познат като „югендщил“ (нем. Jugendstil, „стил на младите“), ар нуво се популяризира в Мюнхен чрез вестници като Die Jugend („Младежта“). До 1900 г. този стил с характерна разточителна орнаментация се налага почти в цяла Германия.
Лидер на мюнхенското движение югендщил е Херман Обрист – швейцарски дизайнер, предизвикал сензация с изложбата си от 1896 г. Тя не само отправя предизвикателство пред разделението на приложните и изящните изкуства, но и представя на мюнхенската публика буйните органични форми на ар нуво. Дизайнерските решения на Обрист, макар и вдъхновени от живите форми, се разгръщат и в по-мистичен план, кореспондирайки с един внушен от самите тях фантастичен свят.
Работите на немския архитект Август Ендел се характеризират със същите илюзорни черти. Той се стреми да построи напрегнати, динамични форми, които да предизвикат силен отзвук от страна на възприемащия. Щукатурната му скулптура за фасадата на мюнхенското „Елвира фото студио“ (1896 – 1897) успява точно в това отношение. Отчасти дракон, отчасти летящо морско същество и приливна вълна, този театрален релеф разпростира органичните форми на ар нуво и в света на фантастичното.

### Австрия
Стилистичните тенденции във Виена обаче вземат съвършено различна посока. Водени от австрийския художник Густав Климт, млада група художници и архитекти (Ото Вагнер, Йозеф Мария Олбрих, Йозеф Хофман, Коломан Мозер и други) създават движение, станало известно като Wiener Sezession или Виенски сецесион, в знак на протест срещу установения във Виена консервативен стил. Както и своите сподвижници от Европа, творците в стил Сецесион отхвърлят вече исторически утвърдените академични стилове; но във Виена те изразяват това отхвърляне чрез силно опростяване елементите на образите. За разлика от виещите се органични форми на Ендел и Обрист в Мюнхен виенските художници са по-близки до сдържания геометричен дизайн, представен в работите на британеца Макинтош. Към течението Сецесион може да се причисли и чешкият художник Алфонс Муха.
Ото Вагнер е една от ключовите фигури на сецесиона. Архитект, градостроител и преподавател в Академията по изкуства, той оказва влияние върху множество австрийски архитекти. Най-важният му обект е сградата на Пощенска спестовна каса във Виена като ранна версия на Функционализма. Вагнер предава знанията си на Йозеф Хофман, Леополд Бауер и Марсел Камерер, които са само някои от учениците му. Той е считан за пионер на модерното виенско изкуство.
Примерът, който илюстрира стила в Брюксел, е дворецът „Стокле“ (на френски: Palais Stoclet, 1905 – 1911 г.) на Йозеф Хофман. Тази резиденция представя в сбит вид това, което става известно във Виена като сецесион (Sezessionstil). Хофман си служи с традиционните строителни материали – мрамор, стъкло и бронз, но поставя необикновен, асиметричен вход. Строгият екстериор е подчертан от елегантни бронзови ажурни решетки и кантове с почти шеговити отсенки. Сградата не се отличава с никаква историческа наследственост. Нейното монументално въздействие се основава само на елегантната, опростена форма.
- „Къща на сецесиона“ във Виена, Йозеф Мария Олбрих (1897)
- Станция на метрото „Карлплац“ от Ото Вагнер (1899)
- Плакат от Коломан Мозер (1899)
- Дворец „Стокле“ в Брюксел от Йозеф Хофман (1905 – 1911)

### Испания
В Испания стилът е най-добре представен от архитекта Антони Гауди, чиито работи представляват ярко индивидуална интерпретация на идеите на ар нуво за времето си.
Една от най-ексцентричните му творби е катедралата „Светото семейство“ в Барселона (1883 – 1926 г., чийто строеж продължава. С подчертано монументално въздействие на несъразмерно високите кули (централната от построените осем е висока 170 м) сградата прилича на израстък, поникнал от земята. Фасадата е покрита с флорални мотиви, а кулите – с блестящи мозайки.
В жилищната кооперация „Мила“ на бул. „Пасео де Грасия“ в Барселона (1906 – 1910) Гауди създава илюзията за парче скала, огладено от бавнотечащи води. Сградата е забележителна по конструкция постройка от тухли и каменни колони с външна пластична облицовка от множество каменни блокове, прикрепени към стената чрез железни скоби, без носещи стени. Най-уникалното в големия архитектурен обем обаче е фактът, че нито в екстериора, нито в интериора на сградата няма и един прав ъгъл.
Интерпретиран отглас от стиловото течение може да се открие в пластичните проекти на бележития съвременен испански архитект Сантяго Калатрава.

### Португалия
- Фасада от резиденция в Авейро (1907 – 1909)
- Врата на резиденция в Авейро
- Музей резиденция „Д-р Анастасио Гонсалвиш“, Лисабон (1904 – 1905)
- Книжарница Lello в Порто (1906)
- Детайли от сграда в Лисабон (1908)
- Керамични плочки на Земеделската кооперация в Авейро (1913)

Вариантът на стил ар нуво в Авейро (Португалия) се нарича Arte Nova и основната му характерна черта е показността: стилът е използван от буржоазията, която иска да покаже своето богатство чрез украса на фасадите, като оставя интериора консервативен. Друга отличителна черта на Arte Nova е използването на местно произведени плочки с мотиви в стил ар нуво.
Най-влиятелният художник на Arte Nova е Франсиско Аугусто да Силва Роча. Въпреки че не е учил за архитект, той проектира много сгради в Авейро и в други градове в Португалия. Една от тях, резиденцията Major Pessoa, има както фасада, така и интериор в стил ар нуво и е домакин на музея на Arte Nova.
Има и други примери за Arte Nova в други градове на Португалия. Някои от тях са музеят резиденция „д-р Анастасио Гонсалвиш“ от Мануел Хоаким Норте Юниор (1904 – 1905) в Лисабон, кафе „Маджестик“ от Жуау Кейрош (1921) и книжарница Lello от Ксавие Естевес (1906), и двете в Порто.

### Съединени американски щати
В Съединените щати ар нуво се развива по естествен път от занаятчийската традиция от началото на XIX век. Тук в продължение на години мебелиерството, стъкларството, металообработването и бижутерството следват линията на европейското изкуство, като заимстват пряко от него. Така към 1890 г. американските дизайнери вече имат своето важно място по отношение керамиката, стъкларията и архитектурата на стила. Международните изложения, организирани в САЩ не само изтъкват американската продукция, но и привличат вниманието на европейските посетители, любопитни по отношение дизайнерските тенденции на този нов пазар.
Сред пионерите на стила в САЩ са фабриката за керамични изделия Рокууд в Синсинати и „Тифани Студиос“, Ню Йорк. Меко оцветените природни форми на керамичните и фаянсови изделия на Рокууд му печелят бърза слава в края на XIX век.
Друго голямо име на стила в САЩ е архитектът Луис Съливан. Макар да се свързва предимно с развитието на небостъргачите в Америка, той работи с находчиви ар нуво детайли при фасадите на сградата „Уейнрайт“ (1890 – 1891 г., Сейнт Луис, Мисури), универсалния магазин „Карсън Пири Скот“ (1899 – 1904 г., Чикаго, Илинойс) и ред други. Дали от ковано желязо или от теракота, фасадните украшения на Съливан са с явни растениевидни форми и мотиви от сложни преплетени линии.

## Живопис и графика
Живописта е друг жанр на ар нуво, въпреки че повечето художници, свързани с ар нуво, се разглеждат предимно като представители на други стилове, като постимпресионизъм и символизъм. Върху живописта на ар нуво силно влияние оказва символизмът, който се стреми да премине от традиционите форми на XIX век към новите европейски течения, носещи условна принадлежност към определена страна.
За живописта на ар нуво е характерен стремежа към създаване на самостоятелна художествена система. Един от основоположниците на тези идеи е „Понт-авенската школа“ на Пол Гоген. За разлика от другите стилове, картините и платната на ар нуво се разглеждат като елементи на интериора, придавайки му нова емоционална окраска. Затова декоративността става един от главните качества на живописта на ар нуво.
За живописта е характерно парадоксално съчетание на декоративни условности, орнаментални „фонове“ и вплетени със скулптурен вид фигури и лица на първи план (Густав Климт, Фернан Кнопф, Михаил Врубел), а така също и големи цветови плоскости (Леон Бакст, Едвард Мунк) и тънки нюанси (Михаил Врубел, Александър Бенуа). Всичко това предава на картините голяма изразителност. Така символизмът привнася в живописта на ар нуво символиката на линиите и цвета; широко са представени темите за световната скръб, смъртта, еротиката; разпространено става обръщането на художниците към света на тайните, сънищата, легендите, приказките и др. Ярък образец на живописта на ар нуво се явяват картините на Густав Климт.
- Le Corsage rayé от Едуар Вилар (1895)
- Пол Серусие, „Жени на извора“, Музей „Орсе“ (1898)
- Фризът на Бетовен Sezessionshaus във Виена от Густав Климт (1902)
- Картина с акварел и мастило – „Танцьорка“ от Коломан Мозер (1902)
- „Слава“ от Алфонс Муха (1908)
- Сграфито на Огюст Пол Коши на къща му, Брюксел (1905)
- Детайл от фриз от Густав Климт на двореца „Стокле“, Брюксел (1905 – 1911)

Алфонс Муха е известен със своите плакати в стил ар нуво. Според неговия син и биограф Йиржи Муха той не е приемал термина „ар нуво“. Напротив дори цитира баща си, който често питал: „Какво е това ар нуво? Изкуството никога не може да бъде ново.“ Муха се гордее с работата си като художник на историята. Една вдъхновена творба от ар нуво е картината „Слава“, която е портрет на дъщерята на негов покровител. Момичето е в славянска носия, като образът е създаден по модела на неговите театрални плакати.
Художниците, най-тясно свързани с ар нуво, са набистите, постимпресионистите, които творят в Париж от 1888 до 1900 г. Една от заявените им цели е да премахнат бариерата между изобразителното и декоративното изкуство. Те рисуват не само платна, но и декоративни екрани и панели. Много от техните произведения са повлияни от естетиката на японските щампи. Сред авторите са Пиер Бонар, Морис Денис, Пол Рансън, Феликс Валотон и Пол Серусие.
В Белгия Фернан Хнопф работи както в живописта, така и в графичния дизайн. Стенописи от Густав Климт са интегрирани в декоративната украса на Йозеф Хофман за двореца „Стокле“.

## Скулптура
Основни черти на скулптурата на стил ар нуво са връщане към „природните“ линии. Характерен е динамизмът на формите, „вътрешната енергия“. Скулптурата е декоративна. Нейното предназначение е да украсява пространството, да го подчинява на единен ритъм.
Намира изражение в творбите на Франтишек Билек в Чехия; Ж. Мине в Белгия; Херман Обрист в Германия. Сред авторите особено се отличават двама френски творци: Огюст Роден и Аристид Майол.

### Произведения на Роден и Майол
Сред десетките произведения на Огюст Роден най-известната е „Мислителят“. В своите творби Роден прославя великата сила на любовта, нейната красота и безсмъртие. Другите негови известни творби са „Първа целувка“, „Вечна пролет“, „Поет и муза“.
Каталунецът Аристид Майол се заема със скулптура, когато е вече известен живописец. Той експериментира с извайване на голи женски тела, като се опитва да подчертае естествената им красота; показва природната хармония на женското тяло, неговата чувственост и емоционалност. Неговите творби – „Река“, „Три нимфи“, „Нощ“ се намират в колекциите на най-престижните музеи в света, а неговото творчество по право се отнася към шедьоврите на европейското пластично изкуство.
- Огюст Роден, „Мислителят“
- Огюст Роден, „Целувка“
- Аристид Майол, „Нощ“
- Аристид Майол, „Река“
- Аристид Майол, „Въздух“

### Произведения на Билек
Необичайно виждане на света и трактовка на човека са характерни за творчеството на чешкия модернист Франтишек Билек. За неговите произведения са характерни реализъм и достоверност на изображенията. Персонажите на неговите творби Мойсей и Ян Хус се отличават с новаторство и нестандартна трактовка.
- „Христос“, Либчице над Вълтава (1909)
- „Мойсей“, (1905), Прага
- Паметник на Ян Хус в Табор
- Паметник на Ян Благослав в Пршеров (1923)

## Приложно изкуство

### Мебели

#### Франция
Когато ар нуво превзема френския културен живот, се установяват два центъра на стила: единият е в Париж, групиран около търговеца Самюел Бинг, а другият се развива под егидата на производителя и дизайнер на мебели и стъкло Емил Гале, родом от Нанси. Най-тесните връзки между рококо и ар нуво се наблюдават в Нанси. Гале, чиято репутация до голяма степен се дължи на неговите стъклени изделия, е първият голям представител на ар нуво във Франция. Мебелите му носят известни стилистични черти от стиловете Луи XIV, Луи XV и Луи XVI а декорацията им – двуизмерна резба и маркетри, която е негова специалност и варира от растения до стихове – носи стиловите белези на ар нуво.
Луи Мажорел (1859 – 1926), роден също в Нанси, е най-виден изразител на местната школа. Предпочитайки рококо, едва в края на века под влияние на Гале започва да проектира в стил ар нуво. Той организира производство на редица силно украсени мебели по джоба на средната класа. Мажорел достига дръзка неконвенционалност на формата при мебелите. Неговото място в мебелното творчество е сравнимо с това на Гале при стъклените изделия. Творбите му са особено пластични по конструкция; главната черта за тях е грациозната и динамична линия.
За разлика от Гале и Мажорел, другите мебелисти от Нанси са всъщност архитекти: Емил Андре, Жак Грюбер и Йожен Вален. Мебелните образци на Вален са повече в маниера на Мажорел от другите творци от Нанси. Той възприема подобна скулптурна и динамична форма, базирана на флорални и необарокови мотиви. Към 1900 г., той, подобно на Мажорел, изоставя флоралните форми за сметка на по-абстрактна декорация, или липса на такава, като разчита единствено на грациозния силует на конструкцията, за да осигури декоративния акцент.
В контраст с мебелите от Нанси, парижката мебел е по-малко тежка, по-изящна и сдържана. Вдъхновените от природата форми са по-стилизирани, често абстрактни и ограничени в малки зони. Парижките автори са индивидуалности, представящи собствено виждане за ар нуво. Освен тримата майстори, които работят за Самюел Бинг – Жорж дьо Фьор, Йожен Гайар и Йожен Колона, има редица други известни представители, като Александър Шарпантие, Феликс Обер и Тони Зелмерсхайм. Апартаментите в „Кастел Беранже“ в Париж от 1894 – 1898 г., разкриват характеристиките на този стил: богато приложение на архитектурен орнамент и стълбищни клетки от ковано желязо, балкони с камшиковидни, асиметрични, подобни на лиани форми.
- Спалня от Луи Мажорел (1903 – 1904)
- Столова от Йожен Валин, Франция, (1903)
- Кресло от Рупърт Карабин, Франция (1895)
- Легло Dawn and Dusk от Емил Гале, Франция (1904)

#### Белгия
Обратно на динамичните и пластични форми на Орта, творчеството на Густав Серюрие-Бови (1858 – 1910 г.), архитект и мебелист от Лиеж, е силно повлияно от стила „Изкуства и занаяти“, от неговата рустикалност и конструктивност. През 1890 г. той открива в Лиеж магазин, в който продава мебели, килими и тъкани от Уилям Морис. Типичната за работите му асиметрия му позволява да комбинира различни мебели в обща конструкция, например стелаж за книги върху секретер с наклонен плот или върху комод с добавен нисък шкаф отстрани. Друга интересна черта са наклонени леко извити шпросни, наслагвани диагонално и свободно дори там, където няма нужда от тях.
Анри ван де Велде е считан за създател и теоретик на ар нуво. Повлиян като млад от Уилям Морис и убеден, че изкуството трябва тясно да се свърже с живота, той спомага за основаването на списанието Van nu en Straks („От днес към бъдещето“) през 1893 г., което да популяризира идеите на ар нуво. Той изоставя кариерата си на живописец, за да се обърне към вътрешното обзавеждане. През 1893 г. проектира собствената си къща и цялото си обзавеждане. Къщата се превръща в сензация и така той попада в полезрението на „специалистите по вкуса“ – хора като предприемача и търговеца Самюел Бинг и критика Юлиус Майер-Грефе.
- Стол от Анри Ван де Велде, Белгия (1896)
- Стол от Пол Ханкар, Белгия (1898)
- Мебели Виктор Хорта от хотел в Брюксел (1902 – 1904)

#### Германия и Австрия
В Германия става известно името на мюнхенския архитект Рихард Римершмид (1868 – 1957). В мебелиерството той създава по-строги, по-стегнати форми с характерни за Неоготиката профили.
Забележително е и името на Михаел Тонет (1796 – 1871), роден в Германия, но живял в Австрия. Неговата компания, основана през 1819 г., е водеща в производството на мебели и днес.
Приложен график и мебелист, Коломан „Коло“ Мозер (1868 – 1918) е един от най-видните преподаватели във Виенското училище по приложни изкуства. Заедно с Йозеф Хофман и индустриалеца Фриц Верндорфер основава предприятието Wiener Werkstatte („Виенска работилница“) през май 1903 г. То обединява множество творци, повлияни от ар нуво. Предприятието е ликвидирано през 1932 г.
- Коломан „Коло“ Мозер
- Коломан „Коло“ Мозер
- Михаел Тонет
- Интериор от Рихард Римершмид, Германия (1902)

#### Други страни
Иван А. Фомин, известен главно като архитект и педагог, създава множество мебели и предмети на бита, но е също така художник, график и офортист. В архитектурния живот на Русия в периода 1920 – 1930 г. остава известен като създател на „пролетарската класика“.
- Стол от Чарлз Ролфс, САЩ (1898 – 1899)
- Тоалетка и други мебели от Карло Богати, Италия, (1902)
- Стол от Гаспар Хомар, Испания (1903)

### Витражни конструкции
Малко са по-забележителните имена и в тази област. В САЩ най-ярко свързвано със стила ар нуво име е Тифани, който се изявява в стъкларията, в това число и витражите. Във Франция освен Ектор Гимар и Алфонс Муха (с прочутия му витраж за пражката катедрала Св. Вит) с това сложно и скъпо изкуство се занимават и ред други много талантливи витражисти. Като средище на майстори изпъква град Нанси и особено Жак Грюбер (1870 – 1936). Майстор на пейзажа и монументалната умерено стилизирана арабеска, той прави пищни мащабни проекти, впечатляващи с изисканата си пресита. Върху редица свои произведения Грубер работи съвместно с Жозеф Жанин (1851 – 1910), чийто изящно-декоративен стил пасва идеално на Груберовия. Анри Берже (1870 – 1937) прави малко по-сдържани, но все така интересни и впечатляващи конструкции, предимно с рекламна цел.

### Художествено стъкло

#### Франция
Един от най-видните художници на ар нуво в областта на художественото стъкло е Емил Гале. В родния си град Нанси той създава богато разнообразие от стъклария, декорирана с листа, увивни растения и цветя. Гале разтопява слоеве разноцветни стъкла, а след това премахва част от натрупания материал, за да достигне до цвета, който му е необходим. Тази техника добавя голяма дълбочина на дизайна.
- Творби на Гале
- Ваза с цветя, ок. 1880
- Ваза с лилии и маргарити, 1896
- Супник, фаянс, края на XIX в.
- Ваза с орхидея, 1898
- Ваза, 1899

#### Германия
Повлиян от ар нуво в някои свои творби, възпитаник на Баухаус и специалист в работата с метал, немският дизайнер и педагог Вилхелм Вагенфелд (1900 – 1990) работи с керамика, пластмаса и особено със стъкло. Работите му от 50-те и 60-те години на XX век оставят ярка следа в историята на дизайна.

#### САЩ
Като най-изтъкнат представител на американското изкуство в стил ар нуво е определян Луис Комфорт Тифани. Патентовайки свой уникален метод за обработка на стъкло, той създава редица витражи, лампи и други стъклени изделия. Характерни са интензивните цветове, плавните органични форми и оригиналните техники на работа. Тифани получава международно признание като една от най-влиятелните фигури в ар нуво.
- Лампи на Тифани
- Водно конче
- Златен дъжд
- Лотосов лист

#### Чехия
В художествения живот на Чехия ар нуво бързо прониква чрез редките стъклени уникати, произвеждани от фабриката „Лоец“ (Loetz). Основана през 1836 г. от Йохан Баптист Айснер, тя е откупена през 1852 г. от Сузана Лоец, вдовица на художника-стъклар Йохан Лоец. Тя преименува фабриката на Стъклена фабрика „Йохан Лоец Витве“, с което име тя остава до 1947 г., когато преустановява работата си. От 1879 г. неин собственик е Макс Ритер фон Спаун, който заедно с директора и Едуард Прочашка превръща фабриката в преуспяващо предприятие. Двамата се концентрират върху иновации в областта не само на дизайна, но и на производствената технология. На Световното изложение в Париж през 1900 г. продукцията на фабриката е високо оценена и наградена. Главна заслуга за това има дизайнерът Франц Хофстетер. Продукцията на фабриката се отличава с голям колорит, седефен блясък и необичайна текстура. През първите години на XX век се забелязва тенденцията към украса с флорални мотиви, характерна за ар нуво. По-късно, в крак с модерните тенденции, фабриката работи и в стила на наследника на ар нуво – ар деко.

### Керамика
- Ваза от Алф Уландер, Швеция (1897)
- Ваза от фабрика „Розентал“, Бавария, (1900)
- Порцеланова купа от Ричард Римершмид, Германия, (1902)
- Ваза от Йозеф Рипъл-Роне, Унгария, (1900)
- Амфора с къпини от Stellmacher & Kessner
- Ваза от керамика и сребро от Катаро Ширамазани, САЩ, (1892)
- Ваза от Карл Шмид (1904)

#### Франция
В областта на керамиката във Франция името на Огюст Делареш (1857 – 1940) се свързва най-вече с японизма, но тъй като той оказва влияние върху ар нуво, Делареш често се сочи като негов представител.
Клемен Масие (1844/1845 – 1917) остава известен със своите метални повърхности, отразяващи светлината във всички цветове на дъгата подобно на седеф. Подробности около технологията, с която той е изработвал специалната си глазура, наричана „лустро“, не са известни. За неговата фабрика са работели едни от най-прочутите художници-занаятчии във Франция, като Алекандър Мънро (1825 – 1871), Оптат Миле (1838 – 1914) и Лусиен Леви-Дурмер (1865 – 1953).
- Порцеланова ваза от Ернест Шаплет, Франция, (около 1900)
- Ваза от Морис Дафрен, Франция, (1900)
- Купа от Огюст Делареш, Париж, (1901)
- Едмонд Лашервал, ваза, Франция (1902)
- Вази от Лиможка манифактура от Пол Бонауд, Франция (1903)
- „Танцьорка с шал“, Севърска порцеланова фабрика, Агатон Леонард, Франция, (1900)

Един от най-видните художници, работещи с керамика, е Александър Биго (1862 – 1927). Той работи както в областта на предметите от бита, така и с монументалната облицовка в екстериорната архитектура. От 1914 г. до смъртта си работи като консултант в керамичната индустрия.

### Бижутерия, метал, гравюра
Две са фирмите, чиито имена изпъкват в областта на метала и прокарват изяществото на ар нуво в бита на хората. На първо място е основаната през 1831 г. американска фирма Gorham. Създала множество уникати и сервизи за хранене, фирмата и днес представлява синоним за качество и „специалност“. В същото поприще се изявява и немският им конкурент „Вюртембергише Металваренфабрик“, основана през 1853 г., също със запазени традиции.
Сред известните имена в областта на метала е Арчибалд Нокс (1864 – 1933), създател на множество предмети за бита от метал. Заради своите дизайни с келтски мотиви, отличаващи се със сложни плетеници, Нокс е считан за един от най-изтъкнатите британски представители на ар нуво.
До името на Нокс се нарежда и това на френския гравьор Феликс Бракмон (1833 – 1914), съпруг на импресионистката Мари Бракмон (1841 – 1916). Един от първите оценили японското изкуство и допринесли за разпространението му във Франция – Феликс Бракмон развива теория за орнамента, която го нарежда сред основоположниците на ар нуво в световен план.
Сред останалите забележителни имена са вече споменатите Рене Лалик, Жорж Фуке и Емил Гале.

#### Метал

##### Бижутерия
За бижутерското изкуство от епохата на ар нуво са най-характерни такива общи черти на стила, като използването на плавни, естествени линии, подражаващи на формата на листа или вълни, избягване на прави геометрични форми, използване на приглушени пастелни и матови цветове и материали. Без да се отказват от златото, бижутерите имат любими материали като полускъпоценни непрозрачни камъни, такива като опал, лунен камък, а също перли, емайл, слонова кост. Брилянтите и другите скъпоценни камъни се използват в изделията на ар нуво преимуществено в качество на спомагателни декоративни елементи.